# الفرقة 16
كانت الفرقة 16 مشاة جماعة متمردة سورية نشطت أساسًا في مدينة حلب والمناطق المحيطة بها.

## التاريخ
كانت إحدى جماعاتها الفرعية، وهي لواء شهداء بدر، سيئة السمعة بسبب السرقة والاختطاف والابتزاز، وعلى الأخص النهب الجماعي للمصانع في مناطق حلب وشحن شاحنات من المواد المنهوبة إلى تركيا. واستمر هذا الأمر إلى أن اجتيح إقليمها وقامت الدولة الإسلامية في العراق والشام بأسر زعيمها، حسن جزرة، وأعدمته في أواخر عام 2013.
في أوائل عام 2015، أسرت جبهة النصرة 11 من مقاتليها في حلب خلال نزاعها مع حركة حزم.
في عام 2016، شاركت الجماعة في قصف الشيخ مقصود بعشوائية، مما أسفر عن مقتل عشرات المدنيين وأثار انتقامًا من وحدات حماية الشعب التي قتلت عددًا من أعضاءها.
خلال هجوم شمال حلب (يونيو–يوليو 2016)، تكبدت الفرقة 16 خسائر ثقيلة، بما فيها 29 قتيلًا، وأكثر من 54 جريحًا، و7 مفقودين، واجتيح مقرها، واستقال قادتها، بمن فيهم القائد الأعلى عبد الخالق حياني، وأعفي من جميع المهام. تم تعيين قائد جديد، عقيد القوات الجوية السورية السابق حسن رجوب. بعد ذلك، توجهت إلى الانحلال.

## جرائم الحرب
وفقًا للمرصد السوري لحقوق الإنسان، فإن لواء شهداء بدر التابع للفرقة 16، بقيادة خالد حياني، مسؤول عن مقتل أكثر من 203 مدنيين، من بينهم 42 طفلًا، و25 إمراة على الأقل، و136 رجلًا، مع أكثر من 900 جريح، منهم 175 إصابة خطيرة، في مدينة حلب بين يوليو وديسمبر 2014 بمدافع جهنم و‌مدافع هاون أخرى، بالإضافة إلى الأجهزة المتفجرة المرتجلة.